# マウント・カーメル
マウント・カーメル (Mount Carmel) は、アメリカのペンシルベニア州ノーサンバーランド郡にある区（バラ）である。2000年現在の人口は6,390人。

## 地理
マウント・カーメルは北緯40度47分47秒、西経76度24分44秒にある。アメリカ国勢調査局によると、マウント・カーメルの総面積は1.7km2で、すべて陸地である。

## 人口
2000年の国勢調査によると、マウント・カーメルの人口は6,390人であり、3,035世帯、1,678家族が居住している。人口密度は1平方キロメートルあたり3,738.2人である。3,629軒の家があり、1平方キロメートルあたり2,123.0軒の家が建っている。町の人種構成は、98.56%が白人、0.06%が黒人ないしアフリカ系アメリカ人、0.16%がアメリカ先住民、0.28%がアジア人、0.02%が太平洋諸島系、0.25%がその他の人種であり、0.67%は混血である。人口の0.89%はラテン系である。
全世帯の21.9%には18歳未満の子供が同居しており、28.8%は夫婦で一緒に生活している。12.1%は夫のいない女性が世帯主であり、44.7%は独身である。全世帯の41.2%は一人暮らしであり、24.7%が65歳以上である。平均世帯人数は2.10人、平均家族人数は2.86人である。
マウント・カーメルの人口は、19.7%が18歳未満、18歳以上24歳以下が7.0%、25歳以上44歳以下が23.8%、45歳以上64歳以下が23.6%、65歳以上が25.9%である。年齢の中央値は45歳である。女性100人に対して男性は87.9人であり、18歳以上の100人の女性に対して男性は82.6人である。
町の1世帯あたりの平均収入は22,168ドルであり、1家族あたりの平均収入は35,217ドルである。男性の平均収入が28,168ドルに対し、女性の平均収入は20,595ドルである。1人あたりの収入は14,858ドルである。人口の18.2%（全家族の14.2%）が極貧層である。18歳以下の住民の29.1%、65歳以上の住民の15.1%は貧しい生活を送っている。